# Sovětský lunární program

Porovnání lodí Apollo a L-3

Sovětský lunární program byl zahájen v druhé polovině roku 1966. Jeho cílem bylo dopravit člověka na Měsíc dříve než Spojené státy americké. Sestával ze tří částí: Sojuz, L-1 a L-3.

## Historie
25. května 1961 americký prezident John Fitzgerald Kennedy vyhlásil národním cílem přistání lidí na Měsíci a jejich bezpečný návrat na Zem do konce desetiletí. Sovětská vláda veřejně popírala účast v takové soutěži, ale tajně začala připravovat vlastní programy pro vyslání svého kosmonauta na povrch Měsíce. V roce 1963 se Sověti dostali ke čtyřem verzím možného scénáře dobytí Měsíce, včetně setkání na jeho oběžné dráze. Avšak Sovětský svaz, jenž dosud v dobývání vesmíru vedl, začal v polovině 60. let ztrácet svůj náskok. Dělo se tak zejména vzhledem k nedostatečnému financování a řadě organizačních problémů, jež se objevily především po náhlé smrti hlavního raketového konstruktéra Sergeje Koroljova v roce 1966.

### Program Sojuz
Tyto lodi o celkové délce 6,98 m a maximálním průměru 2,72 m sestávají ze tří části: z návratového modulu SA (spuskajemyj apparat, спускаемый аппарат), z obytné sekce BO ( бытовой отсек, bytovoj otsek) a přístrojové sekce PAO (приборно-аггрегатный отсек, priborno-aggregatnyj otsek). V zadní části přístrojové sekce je umístěn zdvojený korekční motor, který slouží jednak k manévrování na oběžné dráze, jednak k brzdicímu manévru pro sestup z oběžné dráhy na Zemi. V této části programu se nacvičovalo manévrování na oběžné dráze. Od září 1966 se připravovali k letu Sojuzem Alexandr Volkov, Alexej Jelisejev, Valerij Kubasov a Georgij Grečko, ten byl nahrazen Olegem Makarovem, už v lednu 1967 přeřazeným do programu L-1. Po neúspěších (lety Sojuzu 1, Sojuzu 2 a Sojuzu 3) se Sojuz 4 a Sojuz 5 spojily a Jelisejev a Chrunov (z CPK) přeručkovali po vnějším povrchu lodí z jedné do druhé. V září 1969 se Jelisejev, Kubasov a Volkov zúčastnili skupinového letu tří Sojuzů, pokus o spojení Sojuzu 7 a 8 skončil nezdarem. Setkání a spojení lunárního, orbitálního a přistávacího modulu měl nazkoušet další let Sojuzu (program Kontakt). Na let se z kosmonautů oddílu připravovali od května 1969 Viktor Pacajev, později i Oleg Makarov a Nikolaj Rukavišnikov, později též Jazdovskij a Grečko. V červenci 1971 byl program zrušen a kosmonauti přeřazeni. Program Sojuz pokračoval dlouhodobým letem Sojuzu 9 (17 dní a 16 hodin) v červnu 1970.

### Program L-1

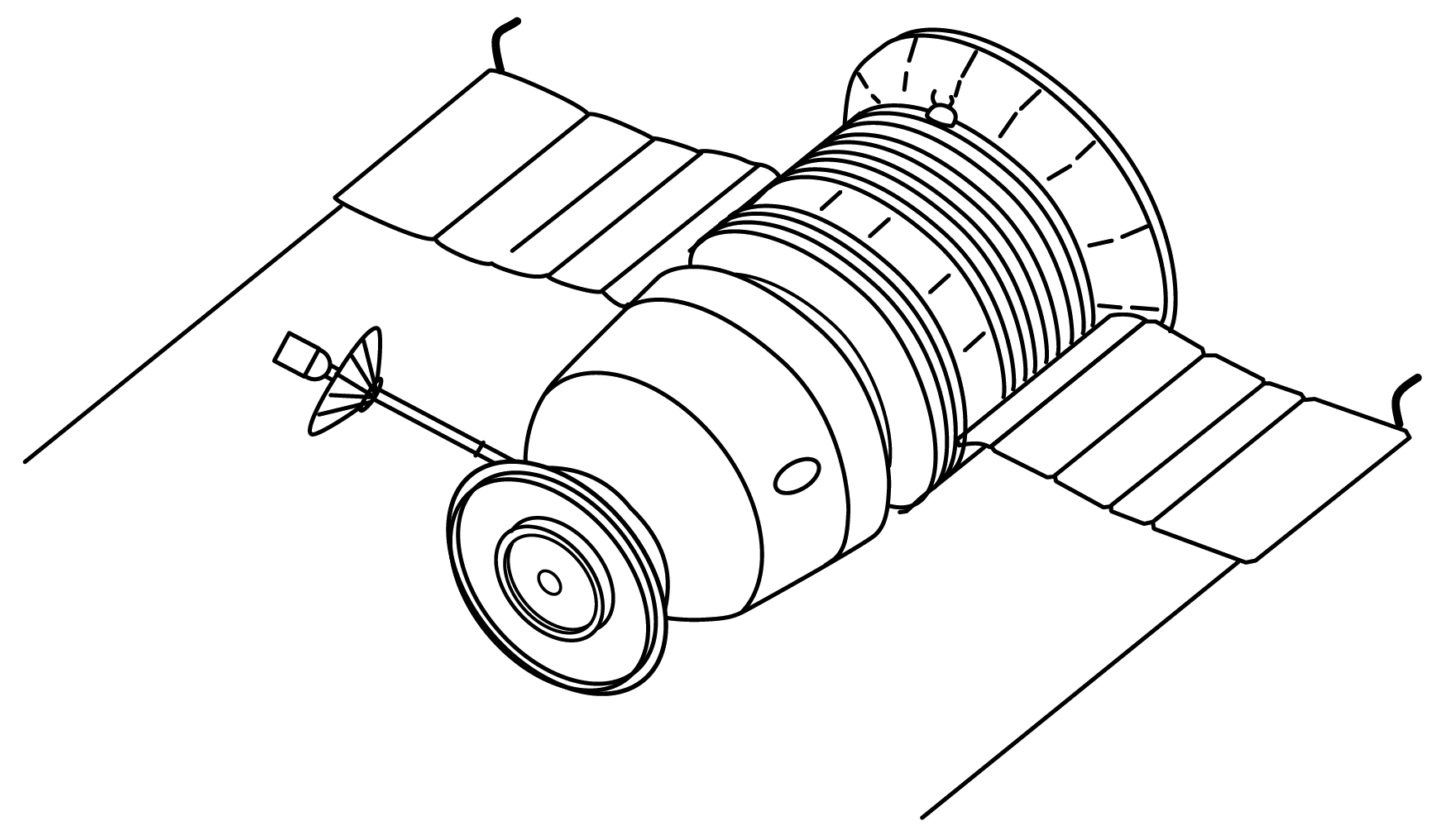
nákres lodi L-1

Loď L-1 byl v podstatě upravený Sojuz. Při výrobě vycházeli sovětští konstruktéři z konstrukce lodi Sojuz 7K-OK. Ta byla zbavena několika svých částí kvůli snížení hmotnosti, například odstranění orbitálního modulu a záložního padáku. Kosmická loď byla schopna nést dva kosmonauty. Na oblet Měsíce v upravené verzi lodi Sojuz se v Hvězdném městečku společně s vojenskými kolegy od ledna 1967 připravovali Sevasťanov, Rukavišnikov a Makarov, později i Grečko.

### Program L-3
Sojuz 7K-L3 (LOK) byla vesmírná loď, která byla navržena tak, aby dopravila dva muže od Země k Měsíci . LOK měl dopravit dva kosmonauty na oběžnou dráhu kolem Měsíce a sloužit jako „matka“ pro lunární modul LK. Do skupiny určené k přistání na Měsíci byli v září 1967 určeni Anochin, Bugrov, Nikitskij (nebyli v květnu 1968 pojati do oddílu CKBEM a odešli), Jazdovskij (pouze do roku 1968) a Pacajev. Od začátku roku 1968 i Makarov, Sevasťanov a Rukavišnikov, krátce i Feoktistov. Už v únoru 1969 byli Grečko a Sevasťanov přeřazeni do skupiny připravující se na let tří Sojuzů. V květnu 1969 Pacajev a v lednu 1970 Rukašvinikov s Makarovem přešli do programu Kontakt. V programech L-1 a L-3 tak nezůstal nikdo.

### Další části programu

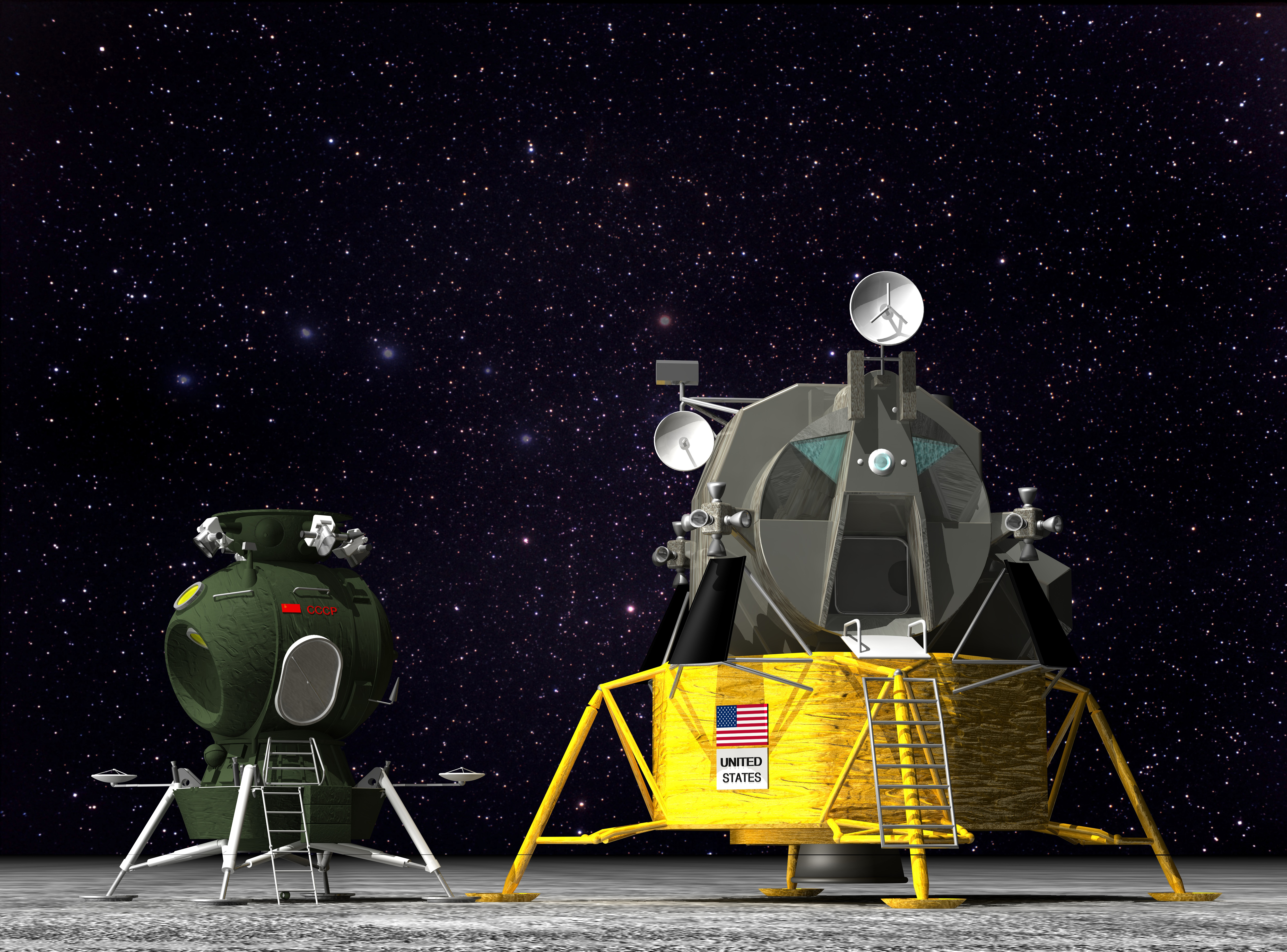
Srovnání velikosti sovětského modulu LK a lunárního modulu LM z programu Apollo

V programu byla též vyvinuta raketa N-1, ale všechny její starty skončily neúspěchem. Dále byl vyvinut přistávací modul LK pro přistání jednoho kosmonauta na povrchu Měsíce. Pro výstupy na povrch měsíce byl vyvinut skafandr Orlan.

## Plánovaný průběh letu
Loď L3 měla za pomoci rakety N-1 dopravit dva kosmonauty na oběžnou dráhu okolo Měsíce. Po nějaké době se měl oddělit výsadkový modul LK s jedním mužem, zatímco druhý zůstane na oběžné dráze v mateřské lodi LOK. Řada odborníků již tehdy ale s pouze dvoučlennou výpravou nesouhlasila, neboť šlo o příliš velké riziko, avšak raketa N-1 kvůli své omezené nosnosti jinou možnost, než jednomístnou výsadkovou loď, neposkytovala. Úkolem prvních tří stupňů rakety bylo vynést komplex orbitálního a lunárního modulu a zbývající dva stupně na oběžnou dráhu Země. Poté se měl zapálit 4. stupeň a navést komplex na dráhu k měsíci, kam měl dorazit za dva dny. Zážeh 5. stupně by pak zajistil navedení komplexu na orbitu kolem Měsíce. Velitel si poté měl obléci skafandr a přejít otevřeným prostorem z mateřské lodi do výsadkového modulu, palubní inženýr měl zůstat v mateřské lodi. Po přípravě LK k samostatnému letu a pak by se obě lodi rozdělily. Po přistání by kosmonaut vystoupil otvorem v zadní části kulovité kabiny a po krátkém žebříku by sestoupil na měsíční povrch. Úkolem první procházky bylo sebrat základní vzorky hornin, instalovat a zapnout několik vědeckých přístrojů a rozvinout sovětskou vlajku, vše pochopitelně před televizní kamerou. Po splnění mise by pak kosmonaut znovu zapálil motor lodi LK. Na rozdíl od amerického lunárního modulu měla tato loď používat svůj hlavní motor pro přistání i pro odlet. Po startu z měsíčního povrchu návratu na palubu LOK mělo dojít k odhození LK a zážehu hlavního motoru pro návrat k Zemi. Po dvou dnech letu měla přistávací kabina LOK vstoupit do atmosféry a zakončit let na území SSSR. Celkem měla takováto lunární expedice trvat osm dnů.